# Porley
Porley (en asturiano y oficialmente: Santianes) es una parroquia del concejo de Cangas del Narcea, en el Principado de Asturias, España. Tiene una población de 137 habitantes (INE 2021).